# Deslizamento de terra em Sujuão de 2017
Um deslizamento de terra abalou Diexi, no Condado de Mao, Sujuão às 5 horas e 38 minutos (hora local). Destruiu quarenta casas na aldeia Xinmo e matou quinze pessoas, além disso, há noventa e três pessoas desaparecido, a 25 de Junho. Houve outro desabamento menor por volta das 20:15 que impediu a entrada das equipas de salvamento à zona da catástrofe.

## Contexto

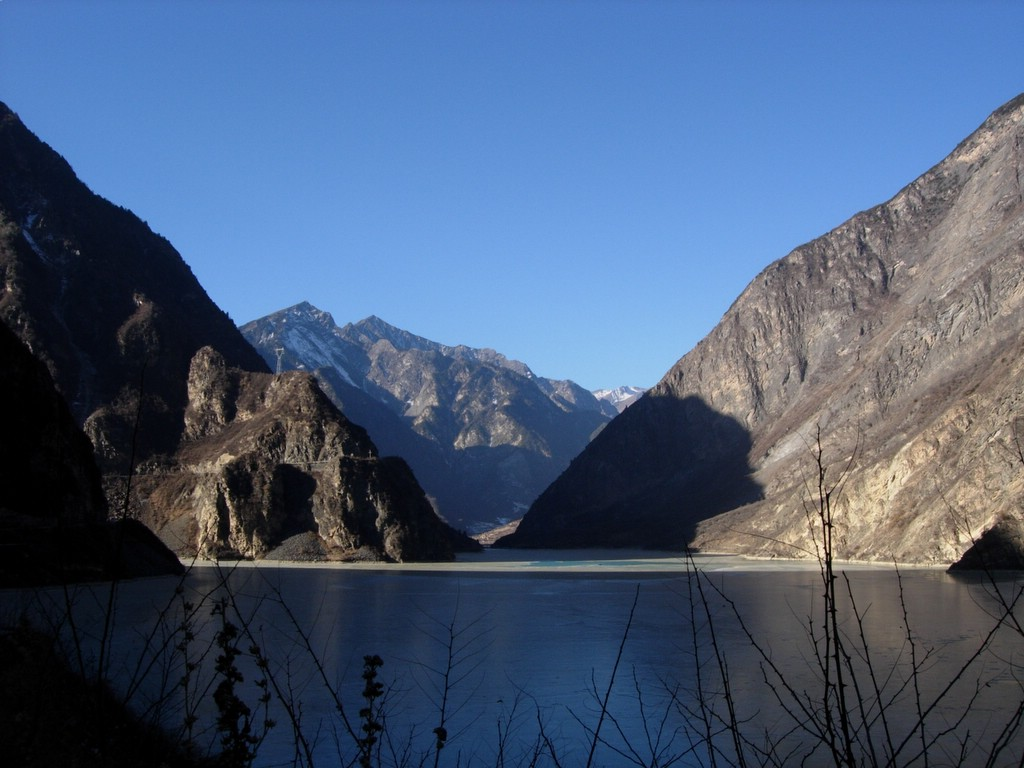
O Lago Diexi, situado a 1,9 quilómetros do sítio do desabamento de 2017, foi criado por um deslizamento acima do rio Minjiang durante o terramoto de 1933.

A localização do Condado de Mao entre o Planalto do Tibete e a Bacia do Sujuão, é caracterizada por profundos canhões geológicos com batólitos na superfície. Em 1933, o local do deslizamento tornou-se especialmente instável depois do terramoto de Diexi, de magnitude 7.3, cujo epicentro estava a uns poucos quilómetros de distância da aldeia Xinmo. Estes perigosos fenómenos naturais ocorrem quase todos os anos.
A Prefeitura Autónoma Tibetana e Qiang de Ngawa, também conhecida pelo nome seu nome chinês Aba, onde o Condado de Mao está localizado, foi uma das regiões mais devastadas pelo terramoto do Sujuão de 2008. Durante o sismo, 20.258 pessoas em Aba e 3.933 no Condado de Mao foram confirmadas como mortas e 8.183 pessoas no Condado de Mao foram feridas.
A maioria dos moradores do Condado de Mao, são da étnia Qiang, perfazendo 90%. O sítio de desabamento está localizado perto da área de Songpinggou, uma zona conhecida localmente, na qual estavam alojados muitos turistas quando começou o deslizamento.

## O deslizamento
O deslizamento ocorreu na manhã do dia 24 de Junho de 2017 às 5:38 (hora local; 21:38 do dia 23 de Junho UTC). Foi causado por uma chuva torrencial. Quarenta casas foram destruidas na aldeia Xinmo (新磨村), onde mais de cento e quarenta pessoas de pelo menos sessenta e duas famílias foram inicialmente consideradas soterradas. O desabamento também bloqueou uma faixa de 2 quilómetros da corrento do Songping (松坪沟), e também 1,6 quilómetros de estrada. Estima-se que o deslizamento de terra durou aproximadamento cem segundos.
Houve outro desabamento menor por volta das 20:15 no dia 24 de Junho de afectou o trabalho das equipas de salvamento. Pelo menos 1.959 efectivos médicos e membros das equipas de salvamento estiveram envolvidos nos esforços de salvamento.
Às 10 da manhã do dia 25 de Junho, quinze pessoas tinham sido confirmadas como mortas, com 118 desaparecidas. Às 14 do mesmo dia, o número de desaparecido desceu até noventa e três, depois de mais gente ter sido achada viva ou resgatada.

## Consequências
Pelo menos trezentas pessoas que sobreviveram ao desabamento foram realojadas na vila de Diexi, incluindo numa escola e num hotel. A Secretaria dos Assuntos Civis da prefeitura enviou roupa, dous geradores eléctricos, vinte tendas e quatrocentas colchas para os sobreviventes.